# فيانويفا دي أويرفا
بلدية فيانويفا دي أويرفا (بالإسبانية: Villanueva de Huerva) هي بلدية تقع في مقاطعة سرقسطة التابعة لمنطقة أراغون شمال شرق إسبانيا.

## الديموغرافيا
بلغ عدد سكان بلدية فيانويفا دي أويرفا 560 نسمة عام 2011 (وفقاً للمعهد الوطني الإسباني للإحصاء).
| 617 | 593 | 594 | 574 | 577 | 588 | 560 |